# Cassai Ocidental

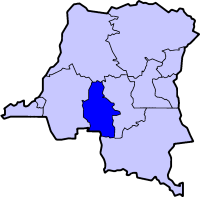
Casai Ocidental

Cassai ou Casai Ocidental (em francês: Kasai-Occidental) foi uma província da República Democrática do Congo. Sua capital era Cananga.